# Kyselina abietová
Kyselina abietová je karboxylová kyselina, která je součástí pryskyřic, příkladem může být kalafuna, která je tvořena jejím anhydridem z 80–90 %. Je slabým alergenem. Je rozpustná v roztocích alkálií, alkoholech, acetonu a etherech. Její soli a estery se nazývají abietáty (resináty). Patří mezi diterpeny jejichž základní skelet je tvořen abietanem.